# Santiago Pérez López
Pour les articles homonymes, voir Santiago Pérez (homonymie), Pérez et López.
Santiago Pérez López, né le 23 novembre 1961 à Guadix, est un homme politique espagnol membre du Parti populaire (PP).
Maire de sa ville natale de 2007 à 2012, il est député au Parlement d'Andalousie de 2000 à janvier 2012 ; date à laquelle il est nommé sous-délégué du gouvernement dans la province de Grenade. Lors des élections générales de décembre 2015, il est élu député de la circonscription de Grenade.

## Biographie
Il est marié et père de deux enfants. Il a écrit trois livres : El Hospital de Caridad y el Hospicio Real avec Antonio Lara Ramos en 1997, Guadix y su obispado en la Guerra de la Independencia l'année suivante et Las cofradías de Semana Santa en Guadix en 1999.

### Profession
Il est titulaire d'un doctorat en histoire contemporaine obtenu à l'université de Grenade. Il est professeur de l'enseignement secondaire.

### Activités politiques
Il est candidat à la mairie de Guadix aux élections municipales de 1999 et 2003 mais ne parvient à ravir le poste de maire au socialiste Antonio Avilés que lors du scrutin de 2007 au cours duquel il remporte une majorité absolue. Il renouvelle sa majorité absolue quatre ans plus tard et assure sa continuité à la mairie.
Parallèlement à son mandat local, il devient député de la circonscription de Grenade au Parlement d'Andalousie en mai 2000 après le retrait d'Isabel Torné. Il siège alors comme porte-parole à la commission de l'Éducation entre 2004 à 2012 et comme vice-président de celle du Suivi et du Contrôle financier des partis politiques de 2004 à 2005. Il quitte son mandat parlementaire le 18 janvier 2012 lorsqu'il est nommé sous-délégué du gouvernement dans la province de Grenade par le nouveau président du gouvernement Mariano Rajoy. Il quitte aussi son poste de maire, incompatible avec ses fonctions administratives, qui revient à son ancien adjoint José Antonio González Alcalá,.
Il est relevé de ses fonctions administratives le 17 novembre 2015 lorsqu'il se porte candidat aux élections législatives de décembre suivant au cours desquelles il obtient un siège de député en représentation de la circonscription de Grenade au Congrès des députés. Il est réélu lors du scrutin anticipé de juin 2016.